# James Burke (Schauspieler)
James Michael Burke (* 24. September 1886 in New York City; † 23. Juni 1968 in Los Angeles) war ein US-amerikanischer Schauspieler.

## Leben und Karriere
Nach einer längeren Theaterkarriere kam Burke im Jahr 1932 zum Film. Burkes filmisches Schaffen umfasst über 200 Kinofilme und zwei Dutzend Fernsehserien, wobei er auf Nebenrollen beschränkt blieb. Er war irischer Herkunft und spielte daher oftmals auch irisch-amerikanische Charaktere, am häufigsten Polizeibeamte, gelegentlich aber auch Barkeeper, Soldaten oder Zugschaffner. Seine besondere Spezialität waren New Yorker Polizisten, etwa in Sackgasse (1937) von William Wyler oder als etwas einfältiger Seargent Velie in der Ellery-Queen-Filmreihe der 1940er-Jahre. In dem Krimiklassiker Die Spur des Falken (1941) hatte er neben Humphrey Bogart eine Rolle als Hoteldetektiv Luke, während er in dem Film noir Der Scharlatan (1947) einen von Tyrone Powers Hochstapler gerührten Sheriff verkörperte. Eine komödiantische Rolle hatte er in Leo McCareys Ein Butler in Amerika (1935), in dem er als Mann aus dem Wilden Westen nach Paris reist und mit seinen rauen Sitten für Aufregung sorgt.
Ab den 1950er-Jahren spielte Burke im Fernsehen und wurde auch hier erneut auf Polizistenrollen typecastet. In der Krimiserie Inspector Mark Saber—Homicide Detective spielte er in 64 Folgen einen der ermittelnden Polizisten. Seine letzte Rolle hatte der Veteranenschauspieler 1962 mit einem Gastauftritt in der Fernsehserie The Law and Mr. Jones. Er war bis zu deren Tod 1957 mit der Schauspielerin Eleanor Durkin verheiratet. James Burke starb im Juni 1968 im Alter von 81 Jahren an einer Herzerkrankung.

## Filmografie (Auswahl)
- 1932: The Hollywood Handicap (Kurzfilm)
- 1932: The Painted Woman
- 1933: The Power and the Glory
- 1933: Torch Singer
- 1933: Sexbombe (Bombshell)
- 1933: The Kennel Murder Case
- 1933: Der Frauenheld (Lady Killer)
- 1933: Königin Christine (Queen Christina)
- 1934: Zwei Herzen auf der Flucht (Fugitive Lovers)
- 1934: Six of a Kind
- 1934: Es geschah in einer Nacht (It Happened One Night)
- 1934: Die Spielerin (Gambling Lady)
- 1934: Napoleon vom Broadway (Twentieth Century)
- 1934: Sadie McKee
- 1934: Die scharlachrote Kaiserin (The Scarlet Empress)
- 1934: Die Glückspuppe (Little Miss Marker)
- 1934: Harold Lloyd, der Strohmann (The Cat’s-Paw)
- 1934: Millionäre bevorzugt (The Girl from Missouri)
- 1934: Die Schatzinsel (Treasure Island)
- 1934: Sechs von einer Sorte (Six of a Kind)
- 1935: Ein Butler in Amerika (Ruggles of Red Gap)
- 1935: Mississippi
- 1935: Die Farm am Mississippi (So Red the Rose)
- 1935: Man on the Flying Trapeze
- 1935: Goldfieber in Alaska (The Call of the Wild)
- 1935: Was geschah gestern? (Remember Last Night?)
- 1936: Kampf in den Bergen (The Trail of the Lonesome Pine)
- 1936: Klondike Annie
- 1937: Sternschnuppen (Pick a Star)
- 1937: High, Wide and Handsome
- 1937: Sackgasse (Dead End)
- 1937: Ein Kerl zum Verlieben (The Perfect Specimen)
- 1938: Der Freibeuter von Louisiana (The Buccaneer)
- 1938: Joy of Living
- 1938: Lebenskünstler (You Can’t Take It With You)
- 1938: The Affairs of Annabel
- 1938: The Mad Miss Manton
- 1939: Herr des wilden Westens (Dodge City)
- 1939: On Borrowed Time
- 1939: Drei Fremdenlegionäre (Beau Geste)
- 1939: Die Marx Brothers im Zirkus (At the Circus)
- 1940: Charlie Chan auf Kreuzfahrt (Charlie Chan’s Murder Cruise)
- 1940: Keine Zeit für Komödie (No Time for Comedy)
- 1940: Ellery Queen, Master Detective
- 1941: Ellery Queen’s Penthouse Mystery
- 1941: Pot o’ Gold
- 1941: Der Dollarregen (Million Dollar Baby)
- 1941: Ellery Queen and the Perfect Crime
- 1941: Die Spur des Falken (The Maltese Falcon)
- 1941: Ellery Queen and the Murder Ring
- 1942: Agenten der Nacht (All Through the Night)
- 1942: A Close Call for Ellery Queen
- 1942: Geliebte Spionin (My Favorite Blonde)
- 1943: Thank Your Lucky Stars
- 1943: Riding High
- 1944: Three Men in White (3 Men in White)
- 1944: So ein Papa (Casanova Brown)
- 1945: Der Engel mit der Trompete (The Horn Blows at Midnight)
- 1945: Urlaub in Hollywood (Anchors Aweigh)
- 1945: Seine Frau ist meine Frau (Guest Wife)
- 1946: In Ketten um Kap Horn (Two Years Before the Mast)
- 1946: Der Mann aus Virginia (The Virginian)
- 1946: Schwester Kenny (Sister Kenny)
- 1947: California
- 1947: Liebe auf den zweiten Blick (Living in a Big Way)
- 1947: Eine Göttin auf Erden (Down to Earth)
- 1947: Das Lied vom dünnen Mann (Song of the Thin Man)
- 1947: Der Scharlatan (Nightmare Alley)
- 1947: Jagd nach Millionen (Body and Soul)
- 1948: Spiel mit dem Tode (The Big Clock)
- 1948: Die Braut des Monats (June Bride)
- 1949: Spiel zu dritt (Take Me Out to the Ball Game)
- 1949: Panik um King Kong (Mighty Joe Young)
- 1949: Der Agent aus der Hölle (Alias Nick Beal)
- 1950: Flammendes Tal (Copper Canyon)
- 1950: Verfemt (The Kid from Texas)
- 1950: Tanzen ist unser Leben – Let’s Dance (Let’s Dance)
- 1951: Sein letzter Verrat (The Last Outpost)
- 1951: Gib Gas, Joe! (Excuse My Dust)
- 1951: Ein Satansweib (His Kind of Woman)
- 1951: Am Marterpfahl der Sioux (Warpath)
- 1951: Hochzeitsparade (Here Comes the Groom)
- 1951: Überfall am Raton-Paß (Raton Pass)
- 1951–1953: Mark Saber (Fernsehserie, 64 Folgen)
- 1952: Mann gegen Mann (Lone Star)
- 1952: Terror am Rio Grande (Denver and Rio Grande)
- 1952: Wir sind gar nicht verheiratet (We’re Not Married!)
- 1952: Der Löwe von Arizona (Toughest Man in Arizona)
- 1954: Das blonde Glück (Lucky Me)
- 1954: I Love Lucy (Fernsehserie, Folge 3x27)
- 1954: Duffy’s Tavern (Fernsehserie, 5 Folgen)
- 1954–1958: The Red Skelton Show (Fernsehserie, 7 Folgen)
- 1955: Man ist niemals zu jung (You’re Never Too Young)
- 1955: Cheyenne (Fernsehserie, Folge 1x04)
- 1956: Die falsche Eva (The Birds and the Bees)
- 1956: Zurück aus der Ewigkeit (Back from Eternity)
- 1958–1959: Josh (Wanted: Dead or Alive, Fernsehserie, 3 Folgen)
- 1959: Ein Schuß und 50 Tote (Alias Jesse James)
- 1959: Der Mann aus Philadelphia (The Young Philadelphians)
- 1960–1961: Stagecoach West (Fernsehserie, 20 Folgen)
- 1961–1962: Lassie (Fernsehserie, 2 Folgen)
- 1962: The Law and Mr. Jones (Fernsehserie, Folge 2x04)